# Gilmer Mesa
Gilmer Mesa (Medellín, 1978) es un escritor colombiano, galardonado con el Premio Cámara de Comercio de Medellín en el año 2015 cuya obra literaria se ha destacado por abordar temas relacionados con la realidad social y la violencia en Colombia. Es reconocido por su narrativa que aborda la violencia en los barrios populares de Medellín, con un enfoque especial en la Comuna Aranjuez, su lugar de origen y residencia.

## Biografía
Gilmer Mesa nació en 1978 en Medellín. Licenciado en Filosofía y Letras, y magíster en Literatura de la Universidad Pontificia Bolivariana de Medellín, Mesa ha ganado reconocimiento por sus obras literarias, entre las que se destacan "La cuadra" (2016), "Las Travesías" (2021) y "Aranjuez" (2023).
Su infancia estuvo marcada por la violencia del narcotráfico en la Medellín de las décadas de 1980 y 1990, especialmente en el barrio Aranjuez, donde presenció la muerte de su hermano mayor a manos de una banda delincuencial. La experiencia de Mesa en Aranjuez durante su juventud inspiró su obra literaria, especialmente su novela "La Cuadra", donde ofrece un retrato de la vida en el barrio durante aquellos años.
En sus escritos, Mesa combina los recursos de la ficción con los recuerdos y experiencias personales que ha acumulado a lo largo de su vida en Aranjuez y otras áreas afectadas por la violencia en Medellín. Su obra literaria, influenciada por su formación académica y sus vivencias, ofrece un testimonio de la generación que vivió y sobrevivió en medio de la violencia en Colombia.

## Temas
Uno de los temas centrales en la obra de Mesa es la representación de la violencia en los barrios de Colombia. Mesa aborda esta realidad con un estilo literario vívido y conmovedor, según lo describe Claudia Morales en su columna para El Espectador. En obras como "La cuadra", el autor muestra cómo los espacios de la infancia pueden transformarse en lugares de formación de delincuentes, revelando las dinámicas perversas que persisten en estas comunidades. Esta exploración de la violencia urbana no solo impacta al lector, sino que también arroja luz sobre las complejidades de la sociedad colombiana contemporánea.
Otro tema fundamental es la historia y la memoria colectiva. En "Las travesías", Mesa ofrece un repaso de la historia del país en el siglo XX, entrelazada con la vida de su propia familia. Este enfoque histórico permite al lector comprender mejor los contextos sociopolíticos que han moldeado la realidad colombiana. Además, Mesa utiliza su obra para resaltar figuras y eventos significativos que han marcado la identidad nacional, como la lucha por la tierra y la violencia paramilitar y guerrillera.
La identidad y la pertenencia también emergen como temas importantes en la obra de Mesa. Sus relatos exploran cómo las personas se relacionan con sus entornos y comunidades, especialmente en el contexto de los barrios urbanos. Desde el vínculo prenatal con las calles de Aranjuez hasta la conexión emocional con el barrio de la infancia, Mesa examina cómo estos lazos moldean la identidad de los individuos y sus percepciones del mundo que los rodea

## Estilo
El estilo narrativo de Gilmer Mesa se caracteriza por su intensidad emocional de los personajes y su enfoque en la primera persona. Sus narraciones se distinguen por la extensión de sus párrafos y la profusión de detalles. Mesa pretende transmitir las complejidades de la vida en Colombia mediante una prosa que fusiona la crudeza de la realidad con momentos de belleza y ternura, dejando una impresión profunda en los lectores.

## Legado y críticas
La obra literaria de Gilmer Mesa ha generado una variedad de opiniones tanto de críticos especializados como de lectores. Según Claudia Morales en El Espectador, la escritura de Mesa se caracteriza por su capacidad para reflejar la realidad colombiana con una combinación de elementos como la dureza, la crueldad, la belleza y la ternura.
En referencia a su novela "La cuadra", Morales destaca la habilidad del autor para describir de manera impactante la violencia presente en los barrios de Medellín, aspecto que ha sido elogiado por la claridad y precisión en la narración, como se evidencia en algunos comentarios de los lectores.
Por otro lado, en "Las travesías", Mesa presenta una narrativa que abarca varias generaciones y eventos históricos relevantes en Colombia, como se explica en los análisis críticos. La figura de la bisabuela Mercedes, una mujer valiente que enfrenta la violencia paramilitar y guerrillera, ha sido resaltada por su significativa relevancia social. En cuanto a su obra más reciente, "Aranjuez", Mesa aborda temas como la enfermedad y la identidad con una narrativa descrita emotiva y honesta, según se señala en los estudios críticos.

## Obra
Bajo el sello de la Editorial Penguin Random House, ha publicado tres novelas: 
- La cuadra, 2016
- Las travesías, 2021
- Aranjuez, 2023